# Johannes Collin

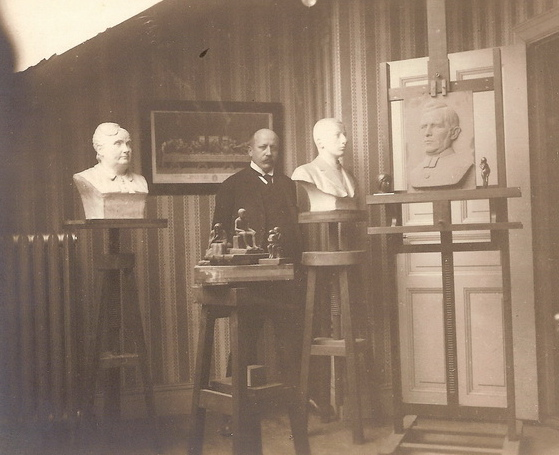
Johannes Collin i sin ateljé

Johannes Nore Collin, född 15 december 1873 i Gödelövs församling, död 24 februari 1951 i Lund, var en svensk skulptör och poet. 
Johannes Collin var son till Tage Collin och Emma Bothilda Elisabet Norsell samt bror till David Collin. Han blev student vid Katedralskolan i Lund 1892. Han debuterade som konstnär 1897 med fyra skulpturer på kultuhistoriska föreningens konstslöjdutställning i Lund. 1899–1901 var Collin elev vid konstakademin i Stockholm, vilket han följde upp med en studieresa till Paris 1903–1905. Han ställde ut skulpturer på Lundautställningen 1907 och på Baltiska utställningen i Malmö 1914. En större samling av hans arbeten visades för första gången på Skånes konstförenings utställning 1916. Bland hans verk kan nämnas "Marie Clair enfant" (1910), "Neger" (1915) och "Billy från Lund" (1929). Det mesta han producerat innehas av Kulturen i Lund, däribland annat porträttbyster på brodern och modern samt ett antal teckningar från ungdomen. Vid Helsingborgs museum är han representerad med bronsskulpturen av en romersk kejsare- och vid  Moderna museet finns skulpturerna Neger, Romersk kejsare och Marie Claire Enfant och Billy från Lund; på Malmö konstmuseum Gammal kvinna och på Thielska galleriet Bildhuggaren.
I mitten av 1930-talet upphörde Johannes Collin att skulptera och övergick i stället till poesin. Hans dikter publicerades ursprungligen främst i Sydsvenska Dagbladet, men ett antal av dem samlades så småningom i volymen Majnatts måne (1947). Han höll också en större uppläsning av sina dikter på Akademiska Föreningen 1942.
Johannes Collin utvecklades med tiden till ett original. Åke Ohlmarks har givit följande beskrivning av honom på äldre dagar:
Gamle Johannes var sanningssägare och enfant terrible, som gav sig på allt och alla och som ansåg sig förföljd på liv och död under ett helt människoliv av prins Eugen, Oscar Björck, Konstakademien och Ragnar Josephson.
På Waldemarsudde visades 1977 en samlingsutställning med verk av Johannes Collin.